# 女性君主列表
本条目列举全世界所有女性君主，包括女皇帝、女王、女亲王、女大公、女公爵、女神等君主，不包括临朝称制或攝政的女性王室成員。正統性有爭議的加＊。
另外，1952年至2022年任英国君主的伊利沙伯二世先後統治32個英聯邦王國，故此處只列出統治英国（也是統治加拿大、澳大利亚和新西兰）的年份，對其它英聯邦王國的統治時間，請參見條目伊丽莎白二世。

## 東亞

### 中国
- 女娲＊
- 西王母＊

- 哀牢
  - 沙壹（前210年左右）
- 烧何羌族
  - 比铜钳（女性酋豪）
- 北魏
  - 元姑娘（女皇帝）＊
- 俚人
  - 冼夫人（女首领）
- 苏毗
  - 苏毗末羯（570至590年在位）
  - 达甲瓦（590至605年在位）
  - 弃邦孙（605至620年在位）
- 东女国
  - 汤滂氏（620至658年在位）
  - 敛臂（658至690年在位）
  - 俄琰儿（690至710年在位）
  - 赵曳夫（740至750年在位）
- 武周
  - 則天大聖皇帝（女皇帝） 690—705年讓位
- 東爨（烏蠻）
  - 阿姹[1]
- 建州女真蔓遮部落
  - 椒箕（女酋長）[2][3]
- 果洛红毛仓部落
  - 斯吉卓玛（果洛女王）[4]
  - 鲁德（果洛女王）[4]
- 鄂温克族
  - 玛丽亚·索（女酋長）
- 土官 (臺灣)
  - 蘭雷（闽南语）（女土官）[5]
  - 冷冷（女土官）[5]
  - 寶珠（女土官）[5]
- 农民起义女首领
  - 吕母＊ （新朝末年第一个农民起义女首领，17至22年起义）
  - 迟昭平＊ （新朝末年农民起义女首领，21至23年起义）
  - 徵侧、徵贰＊ （东汉初年交趾起义女首领，40至43年起义）
  - 陈硕真（女皇帝）＊ （唐朝初年农民起义女首领，653年起义，称女皇帝）
  - 杨妙真＊ （金朝末年农民起义女首领，1211至1232年起义）
  - 唐赛儿＊ （明朝初年农民起义女首领，1420年2月至4月起义）
  - 米魯（女性天王）＊ （明朝农民起义女首领，1499至1502年起义，称“無敵天王”[6][7]）
  - 王聪儿＊ （清朝中期农民起义女首领，1796至1798年起义）
- 称制但以女主纪年
  - 吕太后＊ (汉高祖刘邦的皇后,前195年至前180年）
  - 萧氏＊ （辽东丹王之后，930至940年主持东丹国）
  - 蕭普賢女＊ （辽宣宗之妃，1122年7月至12月在位）
  - 蕭塔不煙＊ （辽德宗之后，1143至1150年在位）
  - 耶律普速完（辽仁宗之妹，1163至1177年在位）
  - 脱列哥那＊ （乃马真氏，元太宗之后，1241至1246年在位）
  - 海迷失＊ （斡兀立氏，元定宗之后，1248至1251年在位）
  - 兀鲁忽乃＊ （斡兀立氏，察合台汗国合剌旭烈兀汗之后，1251至1260年在位）
  - 弩温答失里＊ （斡兀立氏，哈密忠顺王卜答失里之后，1460至1467年在位）

### 日本
- 邪馬台国
  - 卑弥呼＊ 3世紀中左右
  - 臺與＊ 3世紀中左右
- 日本
  - 神功皇后（女皇帝）＊ 3世紀中左右
  - 飯豊皇女（女皇帝）＊ 484年
  - 推古天皇（女皇帝） 592—628年
  - 皇極天皇（女皇帝） 642—645年讓位、（齊明天皇） 重祚655—661年
  - 持統天皇（女皇帝） 686—697年讓位
  - 元明天皇（女皇帝） 707—715年讓位
  - 元正天皇（女皇帝） 680—748年讓位
  - 孝謙天皇（女皇帝） 749—758年讓位、（称德天皇） 重祚764—770年
  - 廣義門院＊ 1352—1353年
  - 明正天皇（女皇帝） 1629—1643年讓位
  - 後櫻町天皇（女皇帝） 1762—1771年讓位

### 朝鲜半岛
- 新羅王国
  - 善德女王 632—647年
  - 真德女王 647—654年
  - 真聖女王 887—897年讓位

### 越南
- 徵氏姐妹
  - 徵側、徵貳 ？—43年5月共同統治 被殺
- 中国孙吴独立的起义女首领
  - 趙貞娘赵妪 (248年) 自杀
- 李朝（越南）
  - 李昭皇（女皇帝） 1224年—1225年廢位

## 東南亞
- 占婆
  - 波那加 Po Nagar ＊
  - 伊薩那跋摩 Isanavarman (7世纪中叶)
- 柬埔寨
  - 绍玛 Queen Soma (180-90) = 柳叶？
  - 者耶提 Queen Jaya Devi (680-713)
  - 安眉 Queen Ang Mey (1835–1841、1844–1845)
- 满者伯夷
  - 拉查巴特尼＊ 1328—1350年
  - 基达利耶＊ 1328—1350年
  - 苏希达 1429—1447年

## 中亚
- 薩珊王朝波斯帝国
  - 孛蘭 631—632年
  - 阿扎米杜赫特 630—632年
- 伊儿汗国
  - 撒迪别 1338年
- 安息帝國
  - 安息的穆薩

## 南亚

### 印度
- 库特布沙希王朝
  - 贾拉勒-乌德丁 1236—1240年战死
- 印度帝国
  - 维多利亚（女皇帝） 1877—1901年
- 荷尔卡
  - 阿哈勒拜Ahilyabai Holkar (ruled 1767-1795)
- 喀喀迪耶
  - 鲁陀罗巴Rani Rudrama Devi (ruled 1261/62-1295/96)

### 斯里兰卡
- - 阿奴罗Anula (ruled 47-42 BC)
  - 湿婆利Sivali (ruled 35 BC)
  - 梨罗伐帝Lilavati (ruled 1197-1200, 1209–1210 and 1211–1212)
  - 迦尔耶那伐帝Kalyanavati (ruled 1202-1208)

## 中東/西亚
- 示巴王国
  - 示巴女王＊ 紀元前10世紀左右
- 犹大王国
  - 亚她利雅 前842—前836年處刑
- 亚述
  - 萨穆-拉玛特 前810年—前805年
- 卡里亚
  - 阿尔特米西亚一世 前480年
- 以色列哈希曼王朝
  - 撒罗米·亚历山登大 前76—前67年
- 条支
  - 克麗奧佩脫拉·特亞 前126年－前121年
- 本都
  - 皮托多里斯 约前8年～约23年
- 帕尔米拉王国
  - 宰努比亚 272年廢位
- 格鲁吉亚王国
  - 塔玛女王 1184-1213年
- 耶路撒冷王国
  - 梅利桑德 (ruled 1131–1153)
  - 西贝拉Sibylla (ruled 1186-1190)
  - 伊莎贝拉一世Isabella I (ruled 1190/92-1205)
  - 蒙特费拉的玛丽亚 (ruled 1205-1212)
  - 伊莎贝拉二世 (ruled 1212–1228) 伊莎贝拉
- 塞浦路斯
  - 夏洛特Charlotte (ruled 1458-1464)
  - 凯瑟琳Catherine Cornaro (ruled 1474-1489)

## 欧洲
- 凯尔特人爱西尼部落
  - 布狄卡 ？—61年
- 威塞克斯王国 约672–约674年
  - 塞克斯伯
- 麦西亞王国
  - 埃塞尔弗莱德（女领主） 911—918年
  - 埃尔夫温（女领主） 918年
- 英格兰王国、苏格兰王国、 爱尔兰王国、联合王国
  - 玛蒂尔达皇后 (英格兰女王) ＊ 1141—1147年 敗走
  - 挪威女孩玛格丽特 (苏格兰女王) 1286—1290年
  - 玛丽一世 (苏格兰女王) 1542—1567年 廢位
  - 简·格雷(英格兰女王—爱尔兰女王)＊ 1553年 幽閉處刑
  - 玛丽一世 (英格兰女王—爱尔兰女王) 1553—1558年
  - 伊丽莎白一世 (英格兰女王—爱尔兰女王) 1558—1603年
  - 玛丽二世 (英格兰女王—苏格兰女王—爱尔兰女王) 1689—1694年 夫威廉三世共同統治
  - 安妮 (英格兰女王—苏格兰女王—爱尔兰女王) 1702—1714年
  - 维多利亚 1837—1901年
  - 伊莉莎白二世 1952—2022年
- 阿基坦公国、加斯科涅公国、普瓦捷伯国
  - 阿基坦的埃莉诺 1122—1204年
- 荷兰王国
  - 威廉明娜 1890—1948年讓位
  - 朱丽安娜 1948—1980年讓位
  - 贝娅特丽克丝 1980—2013年讓位
- 盧森堡
  - 哥利茲的伊莉莎白 (女公爵) 1411-1443年
  - 玛丽—阿黛拉伊德 (女大公) 1912—1919年 退位
  - 夏洛特 (女大公) 1919—1964年 讓位
- 挪威王国
  - 瑪格麗特＊ 1380—1412年
- 丹麥王国
  - 玛格丽特一世＊ 1387—1412年
  - 瑪格麗特二世 1972年—2024年讓位
- 瑞典王国
  - 瑪格麗特＊ 1396—1412年
  - 克里斯蒂娜 1632—1654年退位
  - 乌尔丽卡·埃利诺拉 1718—1720年退位
- 匈牙利王国
  - 玛丽亚一世 1382—1385年廢位、復位1386—1395年
  - 玛丽亚·特蕾西娅 1740—1780年
- 奧地利
  - 玛丽亚·特蕾西亚 1740—1780年
- 波西米亞王国
  - 玛丽亚·特蕾西亚 1743—1780年
- 波兰王国
  - 雅德维加 1384—1399年
  - 安娜 1575—1586年
- 立陶宛大公国
  - 安娜 1575—1586年
- 納瓦拉王國
  - 胡安娜一世 1274—1305年
  - 胡安娜二世 1328—1349年
  - 布蘭卡一世 1425-1441年
  - 布蘭卡二世 	1461年-1464年
  - 莱昂诺尔 1479年
  - 卡特琳娜 1483-1517年
  - 胡安娜三世 1555—1572年
- 卡斯蒂利亚王国
  - 乌拉卡 1109-1126年
  - 貝倫加利亞 1217年
  - 伊莎贝拉一世 1474—1504年
  - 胡安娜 1504—1555年夫费利佩一世、父费尔南多五世、子卡洛斯一世共同統治1509年后因被疑精神失常而被囚禁
- 阿拉贡王国
  - 佩德罗尼拉 1137-1164年
- 西班牙王国
  - 伊莎贝拉二世 1833—1868年
- 葡萄牙王國
  - 玛丽亚一世 1777—1816年
  - 玛丽亚二世 1826—1828年、復位1834—1853年
- 西西里王国
  - 科斯坦察 1194-1198年夫恩里科一世、子费德里科一世共同統治
- 那不勒斯王国
  - 乔万娜一世 1343-1382年
  - 乔万娜二世 1414-1435年
- 帕尔马公国
  - 玛丽亚·特蕾西亚 1740-1748年
  - 瑪麗·路易莎 1814-1847年
- 东哥特王国
  - 阿玛拉逊莎（在位：534年）
- 東罗马帝国
  - 伊琳娜女皇（女皇帝） 797—802年
  - 佐伊女皇（女皇帝） 1028—1042年、1042年、1042—1050年
  - 狄奥多拉女皇（女皇帝） 1042年讓位、1055—1056年
- 俄罗斯帝国
  - 叶卡捷琳娜一世（女皇帝） 1725—1727年
  - 安娜一世（女皇帝） 1730—1740年
  - 伊莉莎白一世（女皇帝） 1741—1762年
  - 叶卡捷琳娜二世（女皇帝） 1762—1796年

## 非洲

### 埃塞俄比亞
- 古代
  - Makeda (c.1005-950 BCE), claimed to be Queen of Sheba
  - 古迪特Gudit (ruled fl. c.960)
- 阿比西尼亚帝国
  - 佐迪图（女皇帝） 1917年-1930年

### 馬達加斯加
- - 兰吉塔Rangita (ruled 1520-1530)
  - 拉弗希Rafohy (ruled 1530-1540)
  - 拉纳瓦罗那Ranavalona I (ruled 1828-1861)
  - 拉作何丽娜Rasoherina (ruled 1863-1868)
  - 拉纳瓦罗那Ranavalona II (ruled 1868-1883)
  - 拉纳瓦罗那Ranavalona III (ruled 1883-1897)

### 埃及
- 埃及古王国 第6王朝
  - 尼托克里斯 前2184—前2183自殺
- 埃及中王国第12王朝
  - 塞贝克涅弗鲁 前1806—前1802不詳
- 埃及新王国第18王朝
  - 哈特谢普苏特 前1473—前1458年不詳
  - 斯蒙卡拉
- 埃及新王国 第19王朝
  - 塔沃斯塔王后 前1188—前1186
- 埃及托勒密王朝
  - 贝勒尼基一世 不詳—前285年
  - 阿尔西诺伊一世 前284—前274年
  - 阿尔西诺伊二世 前277—前270年
  - 贝勒尼基二世 前244—前222年
  - 阿尔西诺伊三世 前220—前204年
  - 克婁巴特拉一世 前193—前176年
  - 克婁巴特拉二世 前173—前164年退位、復位前124—前116年
  - 克婁巴特拉三世 前142—前131年退位、復位前127—前107年
  - 克婁巴特拉四世 前116—前115年退位
  - 贝勒尼基三世
  - 克婁巴特拉五世 不詳—前57年不詳
  - 克婁巴特拉六世 不詳—前58年不詳
  - 贝勒尼基四世 前58—前55年
  - 克婁巴特拉七世 前51—前30年自殺
  - 阿尔西诺伊四世 前48—前47年
- 马木留克王朝
  - Shajar_al-Durr（英语：Shajar al-Durr） 1250年讓位

### 利比亚
- 克娄巴特拉·塞勒涅二世

### 南非
- 波罗波多部落
  - 马科波·莫迪亚吉

## 大洋洲
- 夏威夷王国
  - 利留卡拉尼 1891—1895年廢位
- 汤加王国
  - 萨洛特·图普三世 1918—1965年

## 南美洲
- 葡萄牙－巴西－阿尔加维联合王国
  - 瑪麗亞一世 1815年—1816年